# Herzknorpel
Als Herzknorpel (Cartilago cordis) werden Einlagerungen von Knorpelgewebe in das Herzskelett bei einigen Säugetieren bezeichnet. Bei Pferden finden sich regelmäßig drei Herzknorpel: die Cartilago cordis septalis (Scheidewandherzknorpel), die Cartilago cordis sinistra (linker Herzknorpel) und die Cartilago cordis accessoria (zusätzlicher Herzknorpel). Sie liegen in der Wand des Aortenkonus und stabilisieren diese. Der Scheidewandherzknorpel ist der größte der drei und etwa 3 cm lang, der linke Herzknorpel ist etwa kirschkerngroß und der zusätzliche etwa apfelkerngroß. Bei Hunden gibt es ebenfalls Knorpeleinlagerungen im Herzskelett: das Trigonum cartilagineum dextrum (rechtes Knorpeldreieck) und die Cartilago cordis septalis. Auch bei Schweinen findet sich Herzknorpelgewebe, das im Alter zum Herzknochen verknöchert.